# Гергевец
Гергевец е село в Югоизточна България. То се намира в община Сливен, област Сливен.

## История
През османския период селото се нарича Аладаглии.
- Мемориал
- Паметна плоча
- Паметна плоча
- Кметство

## Личности
- Александър Хаджидимитров Чендов – Комитчето (1860-1876) - български революционер, най-младият член на Ботевата чета.
- Димитър Трайков, български революционер от ВМОРО, четник на Ефрем Чучков[3]